# Meike Evers
Meike Evers, nemška veslačica, * 6. junij 1977, Berlin.
Za Nemčijo je nastopila na  2000 in 2004.
Na igrah v Sydneyju in v Atenah je v dvojnem četvercu osvojila zlato medaljo.
Po končani aktivni veslaški karieri se je zaposlila kot detektivka in članica "Atletskega komiteja" v Svetovni protidopinški agenciji.